# Liste der Biografien/Gig
Liste der Biografien |
Portal Biografien |
Personensuche
# |
A |
B |
C |
D |
E |
F |
G |
H |
I |
J |
K |
L |
M |
N |
O |
P |
Q |
R |
S |
T |
U |
V |
W |
X |
Y |
Z |
?
 
Ga |
Gb |
Gc |
Gd |
Ge |
Gf |
Gh |
Gi |
Gj |
Gk |
Gl |
Gm |
Gn |
Go |
Gp |
Gq |
Gr |
Gs |
Gu |
Gv |
Gw |
Gy |
Gz
 
Gia |
Gib |
Gic |
Gid |
Gie |
Gif |
Gig |
Gih |
Gij |
Gik |
Gil |
Gim |
Gin |
Gio |
Gip |
Gir |
Gis |
Git |
Giu |
Giv |
Giw |
Giy |
Giz
Die Liste der Biografien führt alle Personen auf, die in der deutschsprachigen Wikipedia einen Artikel haben. Dieses ist eine Teilliste mit 116 Einträgen von Personen, deren Namen mit den Buchstaben „Gig“ beginnt.

## Gig

### Giga
- Giga, Tetsuji (1885–1965), japanischer Generalleutnant
- Gigaba, Malusi (* 1971), südafrikanischer Politiker
- Gigandet, Cam (* 1982), US-amerikanischer Schauspieler
- Gigandet, Xavier (* 1966), Schweizer Skirennfahrer
- Gigandet-Donders, Mireille (* 1974), Schweizer Leichtathletin
- Gigante, Andrea (1731–1787), italienischer Architekt des Spätbarock
- Gigante, Giacinto (1806–1876), italienischer Maler, Zeichner und Graphiker
- Gigante, Giovanni (1843–1908), italienischer römisch-katholischer Geistlicher und Weihbischof in Lecce
- Gigante, Marcello (1923–2001), italienischer Klassischer Philologe und Papyrologe
- Gigante, Mario (1923–2022), US-amerikanischer Mobster
- Gigante, Matteo (* 2002), italienischer Tennisspieler
- Gigante, Sarah (* 2000), australische Radsportlerin
- Gigante, Vincent (1928–2005), US-amerikanischer MafiosoVincent Gigante (1928–2005)

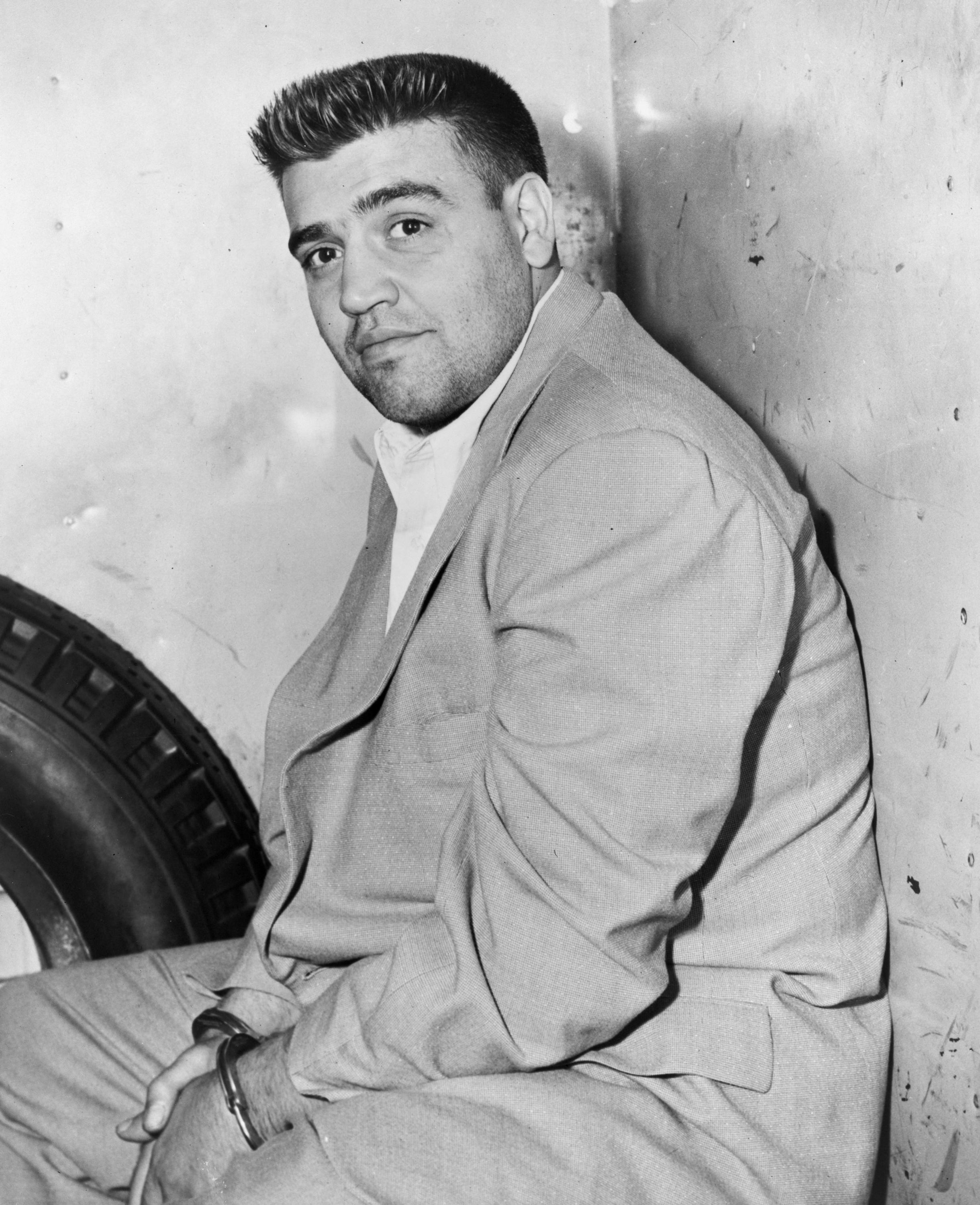
Vincent Gigante (1928–2005)

- Giganto, Eric (* 1994), philippinischer Fußballspieler
- Gigar, Negus (Kaiser) von Äthiopien
- Gigas, Erwin (1899–1976), deutscher Geodät, Geophysiker und Messtechniker
- Gigas, Johannes (1514–1581), deutscher evangelischer Theologe, Kirchenlieddichter, Humanist, Pädagoge und Reformator
- Gigas, Johannes (1582–1637), deutscher Kartograf, Mediziner (Leibarzt des Kurfürsten Ferdinand I. von Bayern), Mathematiker und Physiker
- Gigaschwili, Giorgi (* 2000), georgischer Pianist
- Gigault, Bernardin († 1694), französischer Aristokrat und Militär, Marschall von Frankreich
- Gigault, Nicolas († 1707), französischer Organist und Komponist

### Gige
- Gigea, Petre (* 1930), rumänischer Politiker (PCR), Finanzminister, Botschafter und Schriftsteller
- Gigele, Freddy (* 1961), österreichischer Musiker und Komponist
- Giger, Albert (1946–2021), Schweizer Skilangläufer
- Giger, Anton (1885–1945), österreichischer Politiker
- Giger, Conrad, schweizerischer Tischler
- Giger, Daniel (* 1949), Schweizer Degenfechter
- Giger, Fabian (* 1987), Schweizer Radsportler
- Giger, Franz (1856–1937), österreichischer Bauer und Politiker, Landtagsabgeordneter
- Giger, Hans (* 1929), Schweizer Rechtswissenschafter, Philosoph und Psychologe
- Giger, HR (1940–2014), Schweizer bildender Künstler, Maler und OscarpreisträgerHR Giger (1940–2014)

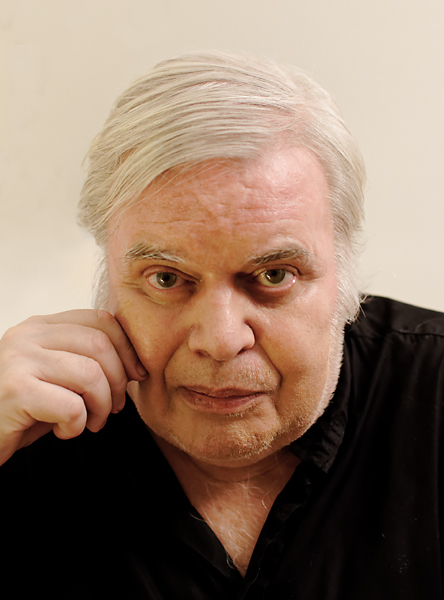
HR Giger (1940–2014)

- Giger, Jannik (* 1985), Schweizer Komponist und Bildender Künstler
- Giger, Mathis (* 1568), schweizerischer Kunstschreiner und Bildschnitzer
- Giger, Mathis der Ältere († 1582), schweizerischer Tischler
- Giger, Michaela (* 1976), Schweizer Triathletin
- Giger, Paul (* 1952), Schweizer Violinist und Komponist
- Giger, Peter (* 1939), Schweizer Perkussionist und Bandleader
- Giger, Raoul (* 1997), Schweizer Fussballspieler
- Giger, Remo (* 1988), Schweizer Grasskiläufer
- Giger, Samuel (* 1998), Schweizer Schwinger
- Giger, Sophie (* 1995), Schweizer Synchronschwimmerin
- Giger, Theres (* 1944), Schweizer Politikerin (FDP)
- Giger, Titus (1932–2021), Schweizer Bauunternehmer und Politiker (FDP)
- Giger, Toni (* 1963), österreichischer Alpinskitrainer
- Giger, Vreni (* 1973), Schweizer Köchin
- Giger, Walter (* 1943), Schweizer Chemiker und Hochschullehrer
- Giger, Yasmin (* 1999), Schweizer Leichtathletin
- Gigerenzer, Gerd (* 1947), deutscher KognitionspsychologeGerd Gigerenzer (* 1947)

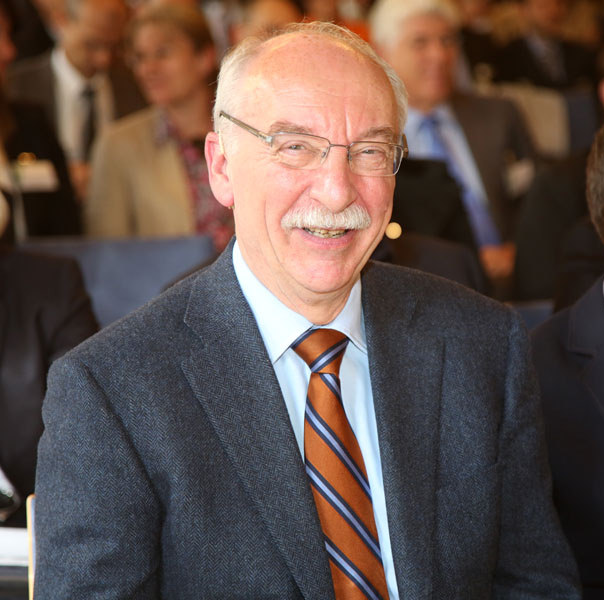
Gerd Gigerenzer (* 1947)

### Gigg
- Giggenbach, Josef (1906–1980), deutscher Motorradrennfahrer
- Giggenbach, Robert (* 1954), deutscher Schauspieler und Theaterregisseur
- Giggenbach, Werner (1937–1997), deutscher Geochemiker, Geologe und Vulkanologe
- Giggs (* 1983), britischer Rapper
- Giggs, Margaret († 1570), Angehörige der englischen Gentry und gelehrte katholische Exilantin
- Giggs, Ryan (* 1973), walisischer Fußballspieler und -trainerRyan Giggs (* 1973)

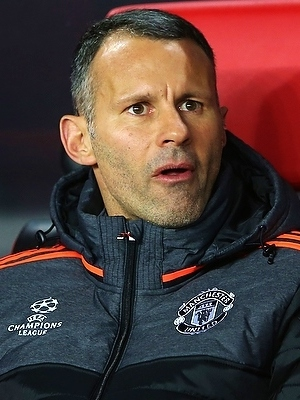
Ryan Giggs (* 1973)

### Gigi
- Gigi, Asha (* 1973), äthiopische Langstreckenläuferin
- Gigi, Robert (1926–2007), französischer Comiczeichner und Illustrator
- Giginoğlu, Murat (* 1987), türkischer Beachvolleyballspieler

### Gigj
- Gígja Björnsdóttir (* 1998), isländische Skilangläuferin

### Gigl
- Gigl, Alexander (1821–1878), österreichischer Bibliothekar, Archivar und Schriftsteller
- Gigl, Anton (1700–1769), Stuckateur der Wessobrunner Schule
- Gigl, Anton (1947–1996), deutscher Fußballtorhüter
- Gigl, Claus (* 1960), deutscher Deutsch- und Geschichtsdidaktiker
- Gigl, Columban (1686–1752), deutscher Benediktiner und Abt
- Gigl, Johann Georg († 1765), Stuckateur der Wessobrunner Schule
- Gigl, Johann Kaspar († 1784), Stuckateur, Altarbauer und Bildhauer der Wessobrunner Schule
- Gigler, Heiko (* 1996), österreichischer Schwimmer
- Gigler, Rudolf (* 1950), österreichischer Schriftsteller
- Gigler, Sonja (* 2001), österreichischer Skirennläuferin und Freestyle-Skierin
- Gigler-Gausterer, Ursula (* 1957), österreichische Tänzerin, Choreographin sowie Trainerin im Triathlon
- Gigli, Beniamino (1890–1957), italienischer Opernsänger und FilmschauspielerBeniamino Gigli (1890–1957)

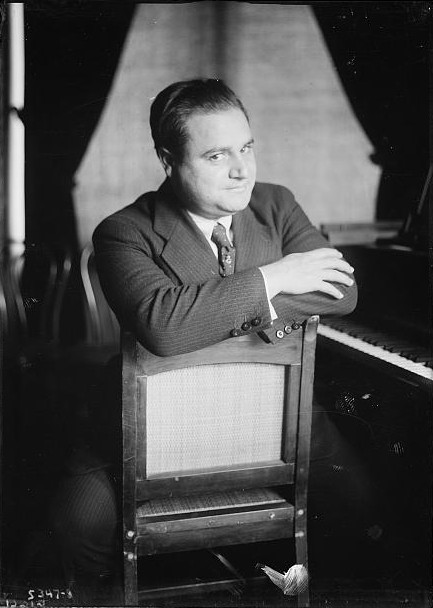
Beniamino Gigli (1890–1957)

- Gigli, Elena (* 1985), italienische Wasserballspielerin
- Gigli, Nicola (* 1979), italienischer Mathematiker
- Gigli, Romeo (* 1949), italienischer Schneider und Modeschöpfer
- Gigli, Stefano (* 1968), italienischer Film- und Fernsehregisseur
- Giglia, Megan (* 1985), britische Behinderten-Radsportlerin
- Giglinger, Elmar (* 1965), deutscher Hörfunkjournalist
- Giglio, Paolo (1927–2016), maltesischer Geistlicher, Erzbischof und Diplomat des Heiligen Stuhls
- Giglio, Rossella (* 1955), italienische Klassische Archäologin
- Giglio, Sandro (1900–1979), italienischer Schauspieler
- Giglio, Stefan (* 1979), maltesischer Fußballspieler
- Giglio, Tony (* 1971), US-amerikanischer Regisseur und Drehbuchautor
- Giglio-Tos, Ermanno (1865–1926), italienischer Zoologe und Entomologe
- Giglioli, Enrico Hillyer (1845–1909), italienischer Zoologe und Anthropologe
- Giglioli, Giulio Quirino (1886–1957), italienischer Klassischer Archäologe, Etruskologe, Politiker und Faschist
- Gigliotti, Donna (* 1955), US-amerikanische Filmproduzentin
- Gigliotti, Vittorio (1921–2015), italienischer Architekt und Bauingenieur
- Giglmayr, Andreas (* 1984), österreichischer Triathlet

### Gign
- Gignac, André-Pierre (* 1985), französisch-mexikanischer FußballspielerAndré-Pierre Gignac (* 1985)

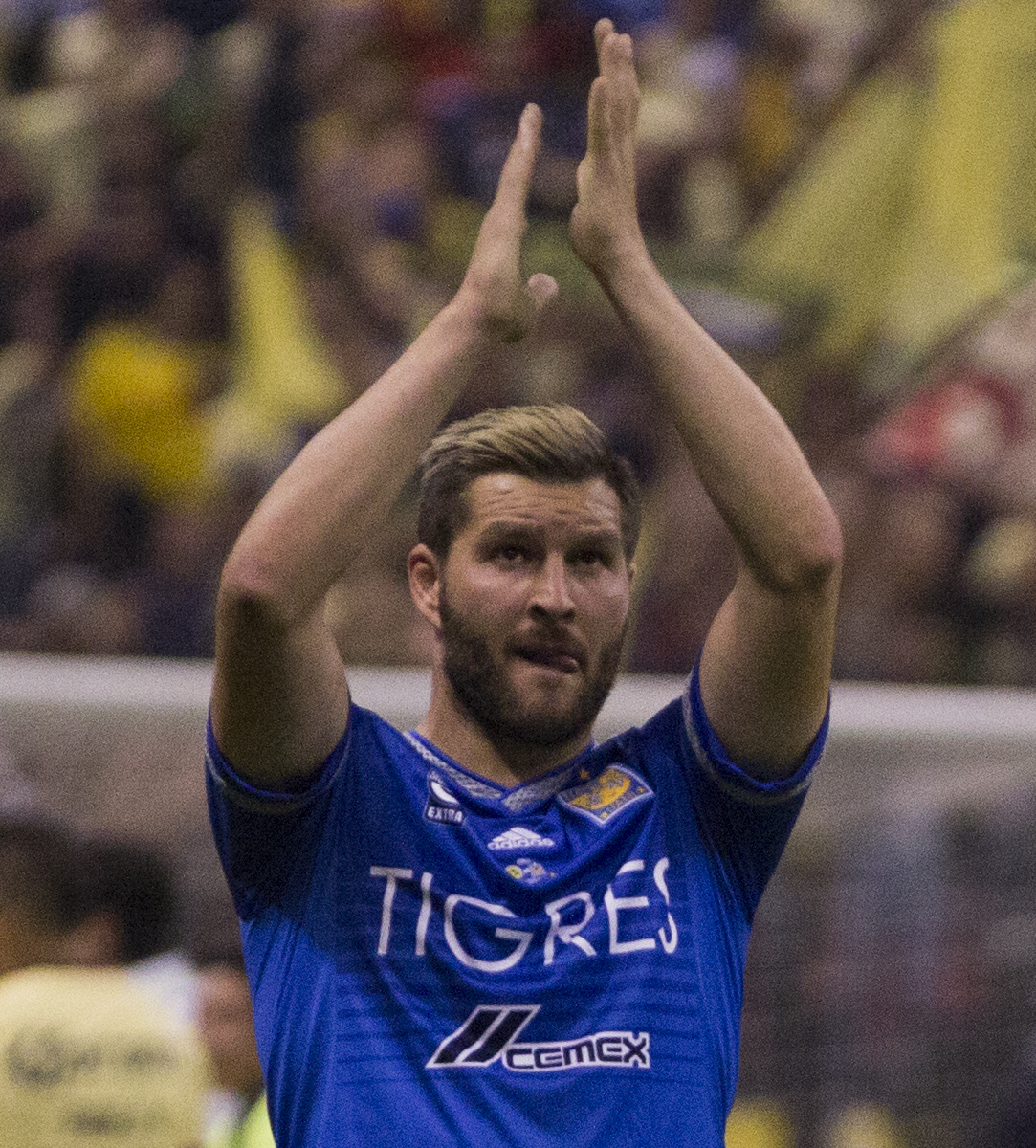
André-Pierre Gignac (* 1985)

- Gignac, Francis Thomas (1933–2014), US-amerikanischer Papyrologe
- Gignous, Eugenio (1850–1906), italienischer Maler des Impressionismus
- Gignoux, Anna Barbara (1725–1796), deutsche Kattunfabrikantin
- Gignoux, Marc (1914–1991), französischer Autorennfahrer
- Gignoux, Maurice (1881–1955), französischer Geologe
- Gignoux, Pierre (* 1967), französischer Skibergsteiger
- Gignoux, Régis (1878–1931), französischer Schriftsteller

### Gigo
- Gigolaschwili, Michail (* 1954), deutsch-georgischer Schriftsteller
- Gigolli, Bajram (* 1969), kosovarischer Sänger
- Gigon, Alfred (1883–1975), Schweizer Arzt
- Gigon, Annette (* 1959), Schweizer Architektin
- Gigon, Frédéric (* 1973), liechtensteinischer Fußballspieler
- Gigon, Michaela (* 1977), österreichische Orientierungssportlerin
- Gigon, Olivier (* 1979), Schweizer Eishockeytorhüter
- Gigon, Olof (1912–1998), Schweizer klassischer Philologe und Philosophiehistoriker
- Gigot, Raymond (1885–1915), französischer Fußballspieler
- Gigot, Samuel (* 1993), französischer Fußballspieler
- Gigou, Louis, französischer Kunstschlosser des Art déco
- Gigounon, Germain (* 1989), belgischer Tennisspieler
- Gigout, Eugène (1844–1925), französischer Organist und Komponist
- Gigoux, Jean-François (1806–1894), französischer Maler und Lithograph, Radierer und Illustrator
- Gigović, Armin (* 2002), bosnisch-schwedischer FußballspielerArmin Gigović (* 2002)

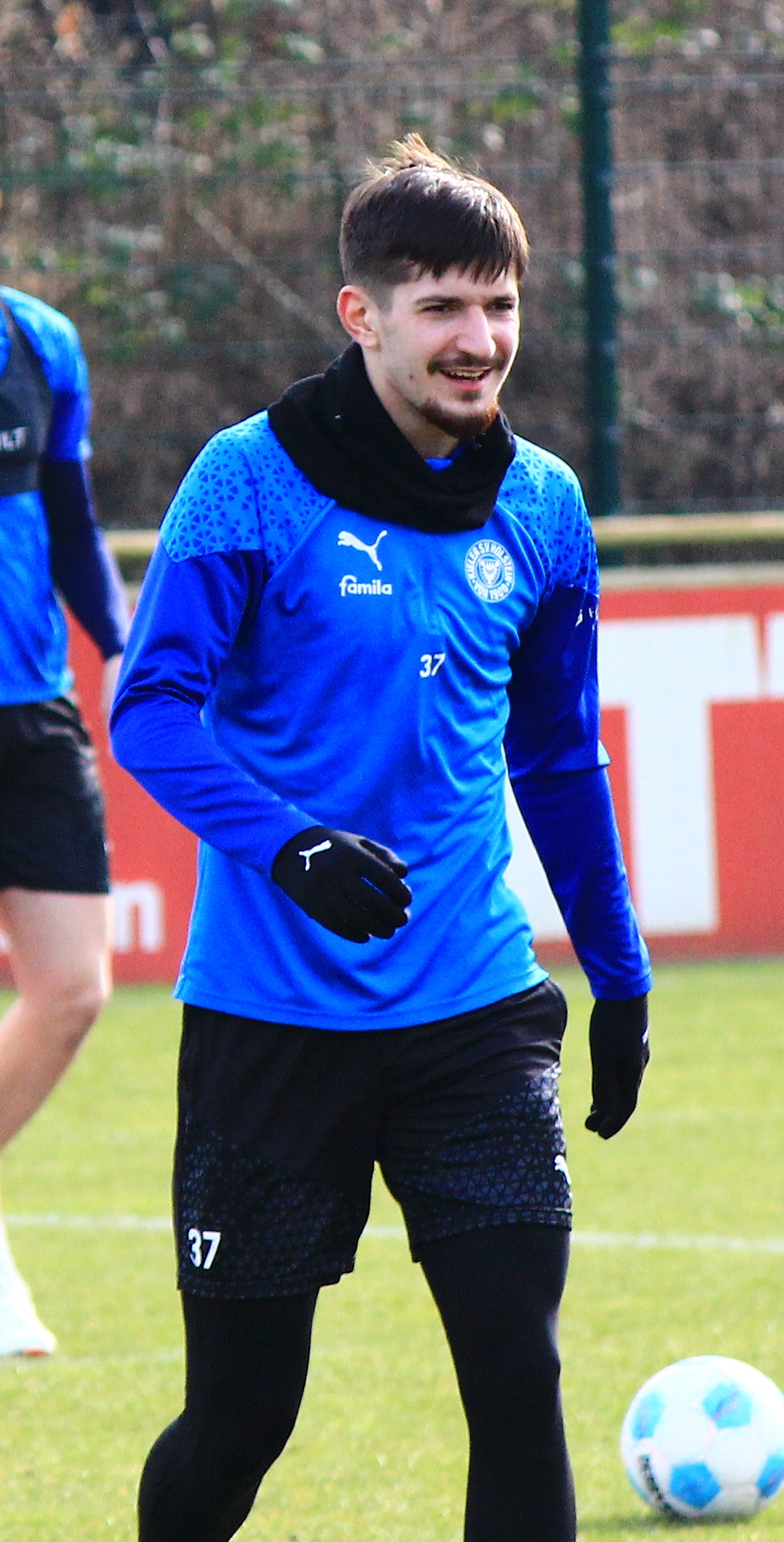
Armin Gigović (* 2002)

- Gigowa, Magdalena (* 1962), bulgarische Journalistin, Schriftstellerin, Chronistin, Bloggerin und Dozentin
- Gigowa, Marija (* 1947), bulgarische Gymnastin und mehrfache Weltmeisterin

### Gigu
- Giguère, François (* 1963), kanadischer Eishockeyfunktionär
- Giguère, Jean-Sébastien (* 1977), kanadischer Eishockeytorwart
- Giguère, Roland (1929–2003), kanadischer Künstler und Dichter französischer Sprache
- Gigurtu, Ion (1886–1959), rumänischer Politiker